# Список млекопитающих Сенегала
Это список видов млекопитающих, зарегистрированных в Сенегале. В Сенегале насчитывается 200 видов млекопитающих, из которых 1 вид, находится на грани исчезновения, 3 — под угрозой исчезновения, 11 являются уязвимыми и 3 вида близки к уязвимому положению. 1 вид, обитавший на территории Сенегала, больше не встречается в дикой природе.
Следующие теги используются для выделения статуса сохранения каждого вида по оценке МСОП:
- — вымершие в дикой природе виды
- — исчезнувшие в дикой природе, представители которых сохранились только в неволе
- — виды на грани исчезновения (в критическом состоянии)
- — виды под угрозой исчезновения
- — уязвимые виды
- — виды, близкие к уязвимому положению
- — виды под наименьшей угрозой
- — виды, для оценки угрозы которым не хватает данных

Некоторые виды были оценены с использованием более ранних критериев. Виды, оцененные с использованием этой системы, имеют следующие категории вместо угрожаемых и наименее опасных:
| LR/cd | Lower risk/conservation dependent | Виды, которые были в центре внимания программ сохранения и, возможно, перешли в категорию более высокого риска, если эта программа была прекращена. |
| LR/nt | Lower risk/near threatened        | Виды, которые близки к тому, чтобы классифицироваться как уязвимые, но не являются объектом программ сохранения.                                    |
| LR/lc | Lower risk/least concern          | Виды, для которых не существует идентифицируемых рисков.                                                                                            |

## Подкласс:Звери

### Инфракласс:Плацентарные

#### Отряд:Трубкозубые

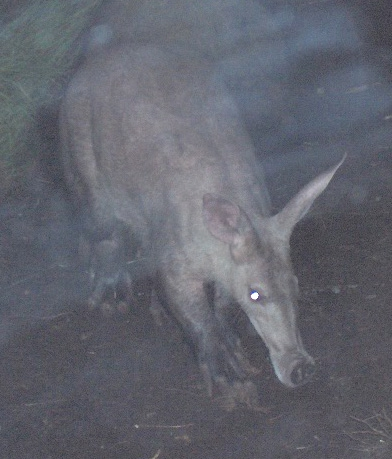
Трубкозуб

- Семейство: Трубкозубовые
  - Род: Трубкозубы
    - Трубкозуб, Orycteropus afer LC

#### Отряд:Даманы
- Семейство: Дамановые
  - Род: Древесные даманы

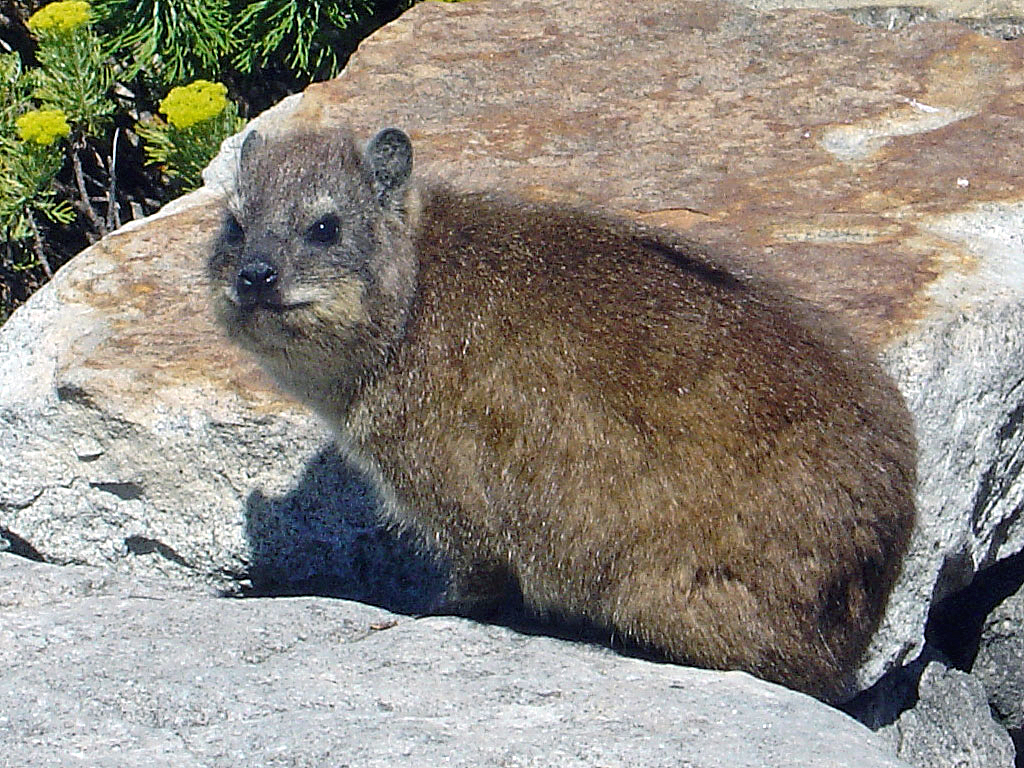
Капский даман

    - Западный даман, Dendrohyrax dorsalis LC

  - Род: Скалистые даманы
    - Капский даман, Procavia capensis LC

#### Отряд:Хоботные
- Семейство: Слоновые
  - Род: Африканские слоны

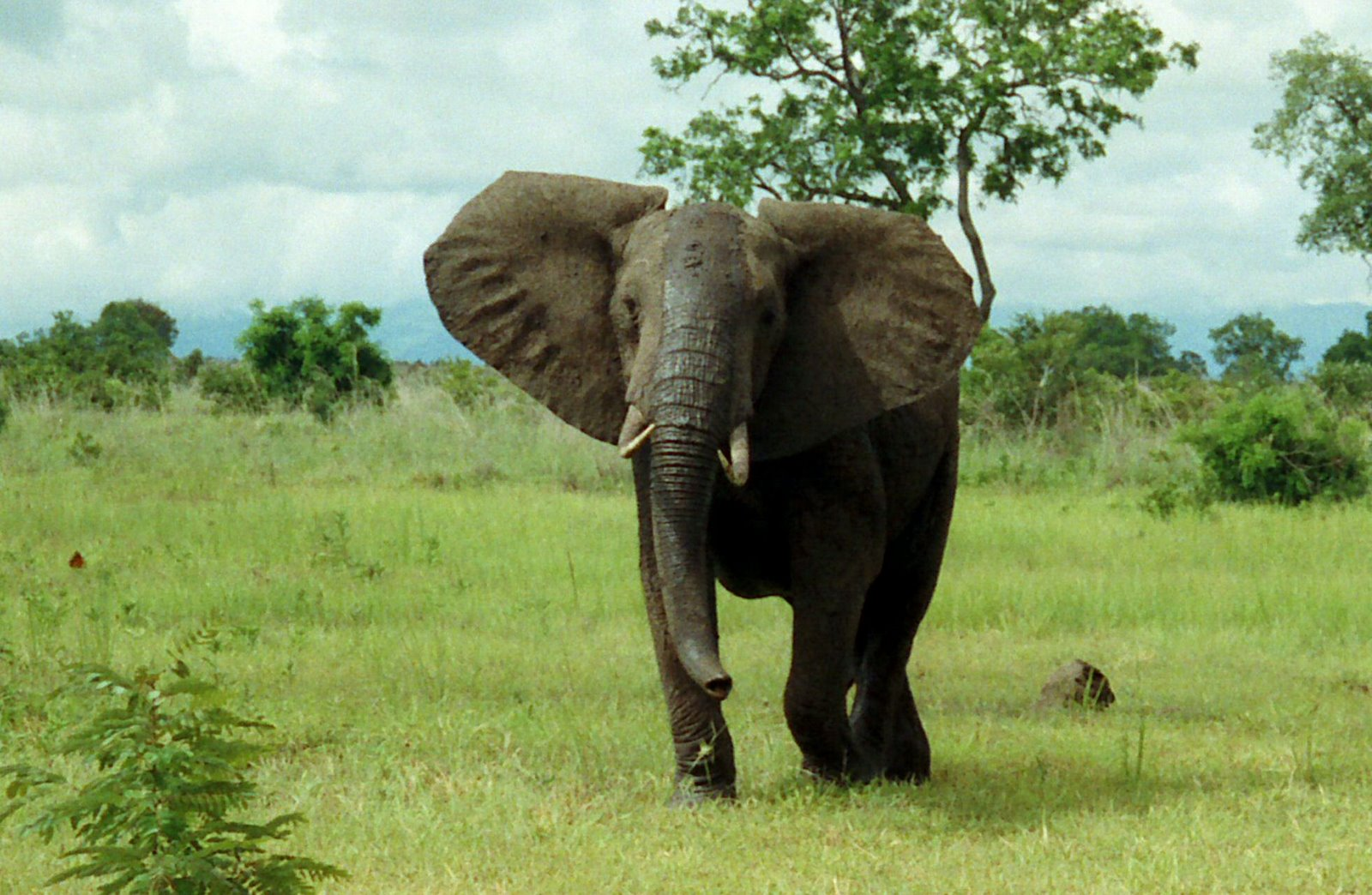
Саванный слон

    - Саванный слон, Loxodonta africana VU

#### Отряд:Сирены
- Семейство: Ламантиновые
  - Род: Ламантины
    - Африканский ламантин, Trichechus senegalensis VU

#### Отряд:Приматы
- Подотряд: Мокроносые приматы
  - Инфраотряд: Лориобразные
    - Семейство: Лориевые
      - Род: Потто
        - Обыкновенный потто, Perodicticus potto LR/lc

    - Семейство: Галаговые
      - Род: Галаго
        - Сенегальский галаго, Galago senegalensis LR/lc
- Подотряд: Сухоносые приматы
  - Инфраотряд: Обезьянообразные
    - Парвотряд: Узконосые обезьяны
      - Надсемейство: Собакоголовые
        - Семейство: Мартышковые
          - Род: Мартышки-гусары
            - Мартышка-гусар, Erythrocebus patas LR/lc

          - Род: Зелёные мартышки
            - Зелёная мартышка, Chlorocebus sabaeus LR/lc

          - Род: Мартышки
            - Мартышка Кемпбелла, Cercopithecus campbelli LR/lc
            - Малая белоносая мартышка, Cercopithecus petaurista LR/lc

          - Род: Павианы
            - Гвинейский павиан, Papio papio LR/nt

          - Род: Мангобеи
            - Дымчатый мангобей, Cercocebus atys LR/nt

          - Подсемейство: Тонкотелые обезьяны
            - Род: Колобусы
              - Королевский колобус, Colobus polykomos LR/nt

            - Род: Procolobus
              - Красный колобус, Procolobus badius EN

      - Надсемейство: Человекообразные обезьяны
        - Семейство: Гоминиды
          - Подсемейство: Гоминины
            - Триба: Гоминини
              - Род: Шимпанзе
                - Обыкновенный шимпанзе, Pan troglodytes EN

#### Отряд:Грызуны
- Подотряд: Дикобразообразные
  - Семейство: Дикобразовые
    - Род: Дикобразы
      - Хохлатый дикобраз, Hystrix cristata LC

  - Семейство: Гребнепалые
    - Род: Феловия
      - Феловия, Felovia vae DD

  - Семейство: Тростниковокрысиные
    - Род: Тростниковые крысы
      - Большая тростниковая крыса, Thryonomys swinderianus LC
- Подотряд: Шипохвостообразные
  - Семейство: Шипохвостые
    - Подсемейство: Anomalurinae
      - Род: Шипохвостые летяги
        - Серебристый шипохвост, Anomalurus beecrofti LC
- Подотряд: Белкообразные
  - Семейство: Беличьи
    - Подсемейство: Xerinae
      - Триба: Xerini
        - Род: Земляные белки
          - Полосатая земляная белка, Xerus erythropus LC

      - Триба: Protoxerini
        - Род: Полосатые белки
          - Огненноногая белка, Funisciurus pyrrhopus LC

        - Род: Солнечные белки
          - Гамбианская белка, Heliosciurus gambianus LC
          - Красноногая солнечная белка, Heliosciurus rufobrachium LC

  - Семейство: Соневые
    - Подсемейство: Graphiurinae
      - Род: Африканские сони
        - Соня Келлена, Graphiurus kelleni LC
- Подотряд: Мышеобразные
  - Семейство: Тушканчиковые
    - Подсемейство: Dipodinae
      - Род: Пустынные тушканчики
        - Египетский тушканчик, Jaculus jaculus LC

  - Семейство: Незомииды
    - Подсемейство: Dendromurinae
      - Род: Толстые мыши
        - Северная толстая мышь, Steatomys caurinus LC
        - Западная толстая мышь, Steatomys cuppedius LC

    - Подсемейство: Cricetomyinae
      - Род: Хомяковые крысы
        - Гамбийская хомяковая крыса, Cricetomys gambianus LC

  - Семейство: Мышиные
    - Подсемейство: Деомииновые
      - Род: Uranomys
        - Крупнозубая мышь, Uranomys ruddi LC

    - Подсемейство: Песчанковые
      - Род: Desmodilliscus
        - Десмодиллискус, Desmodilliscus braueri LC

      - Род: Карликовые песчанки
        - Аравийская карликовая песчанка, Gerbillus henleyi LC
        - Ливийская песчанка, Gerbillus tarabuli LC

      - Род: Голопалые песчанки
        - Гвинейская песчанка, Gerbilliscus guineae LC
        - Сенегальская песчанка, Gerbilliscus kempi LC

    - Подсемейство: Мышиные
      - Род: Травяные мыши
        - Arvicanthis ansorgei LC
        - Нилотская травяная мышь, Arvicanthis niloticus LC

      - Род: Лохматоволосые крысы
        - Западная лохматая крыса, Dasymys rufulus LC

      - Род: Кустарниковые крысы
        - Крыса Бантинга, Grammomys bunting DD

      - Род: Полосатые травяные мыши
        - Сенегальская однополосая мышь, Lemniscomys linulus DD
        - Lemniscomys zebra LC

      - Род: Многососковые мыши
        - Гвинейская многососковая мышь, Mastomys erythroleucus LC
        - Mastomys huberti LC
        - Натальская мышь, Mastomys natalensis LC

      - Род: Домовые мыши
        - Сенегальская мышь, Mus haussa LC
        - Мышь Маттея, Mus mattheyi LC
        - Карликовая мышь, Mus minutoides LC

      - Род: Мягковолосые крысы
        - Praomys daltoni LC
        - Крыса Туллберга, Praomys tullbergi LC

#### Отряд:Зайцеобразные
- Семейство: Зайцевые
  - Род: Зайцы
    - Капский заяц, Lepus capensis LR/lc
    - Lepus microtis, Lepus microtis LR/lc

#### Отряд:Насекомоядные
- Подотряд: Ежеобразные
  - Семейство: Ежовые
    - Подсемейство: Настоящие ежи
      - Род: Африканские ежи
        - Белобрюхий ёж, Atelerix albiventris LR/lc
- Подотряд: Землеройкообразные
  - Семейство: Землеройковые
    - Подсемейство: Белозубочьи
      - Род: Белозубки
        - Гамбийская белозубка, Crocidura cinderella LC
        - Северонигерийская белозубка, Crocidura foxi LC
        - Крошечная белозубка, Crocidura fuscomurina LC
        - Белозубка Ламмота, Crocidura lamottei LC
        - Мавританская белозубка, Crocidura lusitania LC
        - Миниатюрная белозубка, Crocidura nanilla LC
        - Белозубка Оливье, Crocidura olivieri LC
        - Белозубка Смита, Crocidura smithii LC
        - Сенегальская белозубка, Crocidura viaria LC

#### Отряд:Рукокрылые
- Семейство: Крылановые
  - Подсемейство: Eidolinae
    - Род: Пальмовые крыланы

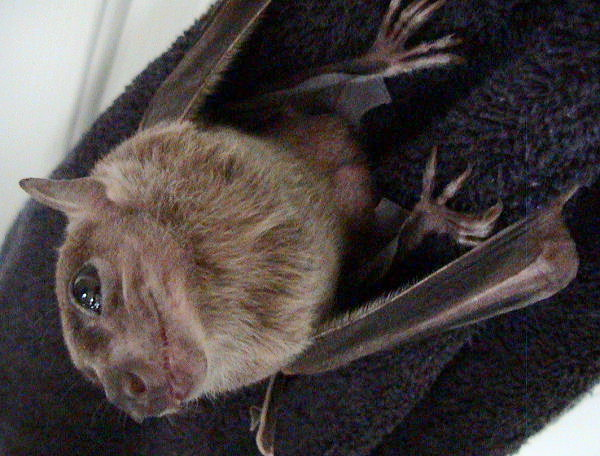
Египетская летучая собака

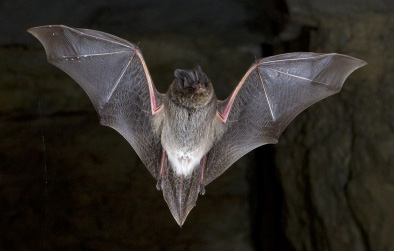
Европейская широкоушка

      - Пальмовый крылан, Eidolon helvum LC

  - Подсемейство: Rousettinae
    - Род: Эполетовые крыланы
      - Большой эполетовый крылан, Epomophorus gambianus LC

    - Род: Биндемы
      - Крылан Бюттикофера, Epomops buettikoferi LC

    - Род: Hypsignathus
      - Молотоголовый крылан, Hypsignathus monstrosus LC

    - Род: Lissonycteris
      - Lissonycteris smithi LC

    - Род: Карликовые эполетовые крыланы
      - Карликовый эполетовый крылан, Micropteropus pusillus LC

    - Род: Летучие собаки
      - Египетская летучая собака, Rousettus aegyptiacus LC
- Семейство: Гладконосые летучие мыши
  - Подсемейство: Myotinae
    - Род: Ночницы
      - Ночница Бокаге, Myotis bocagii LC

  - Подсемейство: Vespertilioninae
    - Род: Широкоушки
      - Европейская широкоушка, Barbastella barbastellus VU

    - Род: Кожаны
      - Нигерийский кожан, Eptesicus platyops DD

    - Род: Гладконосы-бабочки
      - Нигерийский выростогуб, Glauconycteris poensis LC
      - Выростогуб-бабочка, Glauconycteris variegata LC

    - Род: Африканские кожанки
      - Гвинейский кожан, Neoromicia guineensis LC
      - Банановый нетопырь, Neoromicia nanus LC
      - Кожан Рендалла, Neoromicia rendalli LC
      - Сомалийский кожан, Neoromicia somalicus LC
      - Neoromicia tenuipinnis LC

    - Род: Nycticeinops
      - Гладконос Шлиффена, Nycticeinops schlieffeni LC

    - Род: Нетопыри
      - Пустынный нетопырь, Pipistrellus deserti LC
      - Карликовый камерунский нетопырь, Pipistrellus nanulus LC
      - Нетопырь Рюппеля, Pipistrellus rueppelli LC
      - Рыжий нетопырь, Pipistrellus rusticus LC

    - Род: Пегие гладконосы
      - Scotoecus albofuscus DD
      - Ганский кожан, Scotoecus hirundo DD

    - Род: Домовые гладконосы
      - Африканский гладконос, Scotophilus dinganii LC
      - Scotophilus leucogaster LC
      - Scotophilus nigrita NT
      - Scotophilus viridis LC
- Семейство: Мышехвостые
  - Род: Мышехвосты
    - Большой мышехвост, Rhinopoma microphyllum LC
- Семейство: Бульдоговые летучие мыши
  - Род: Малые складчатогубы
    - Складчатогуб Бемеллена, Chaerephon bemmeleni LC
    - Карликовый складчатогуб, Chaerephon pumila LC

  - Род: Большие складчатогубы
    - Ангольский складчатогуб, Mops condylurus LC
    - Складчатогуб-мидас, Mops midas LC

  - Род: Миоптеры
    - Складчатогуб Добантона, Myopterus daubentonii NT
- Семейство: Футлярохвостые
  - Род: Могильные мешкокрылы
    - Южноафриканский мешкокрыл, Taphozous mauritianus LC
    - Голобрюхий мешкокрыл, Taphozous nudiventris LC
    - Могильный мешкокрыл, Taphozous perforatus LC
- Семейство: Щелемордые
  - Род: Щелеморды
    - Гамбийский щелеморд, Nycteris gambiensis LC
    - Гигантский щелеморд, Nycteris grandis LC
    - Мохнатый щелеморд, Nycteris hispida LC
    - Большеухий щелеморд, Nycteris macrotis LC
    - Египетский щелеморд, Nycteris thebaica LC
- Семейство: Копьеносые
  - Род: Lavia
    - Желтокрылый ложный вампир, Lavia frons LC
- Семейство: Подковоносые
  - Подсемейство: Rhinolophinae
    - Род: Подковоносы
      - Ганский подковонос, Rhinolophus alcyone LC
      - Дамарский подковонос, Rhinolophus fumigatus LC
      - Гвинейский подковонос, Rhinolophus guineensis VU
      - Подковонос Ландера, Rhinolophus landeri LC

  - Подсемейство: Hipposiderinae
    - Род: Трезубценосы
      - Обыкновенный трезубценос, Asellia tridens LC

    - Род: Подковогубы
      - Абнский листонос, Hipposideros abae NT
      - Каффрский листонос, Hipposideros caffer LC
      - Ганский листонос, Hipposideros cyclops LC
      - Hipposideros gigas LC
      - Красный листонос, Hipposideros ruber LC

#### Отряд:Панголины
- Семейство: Панголиновые
  - Род: Ящеры
    - Гигантский ящер, Manis gigantea LR/lc
    - Длиннохвостый ящер Manis tetradactyla LR/lc
    - Белобрюхий ящер, Manis tricuspis LR/lc

#### Отряд:Хищные
- Подотряд: Кошкообразные
  - Семейство: Кошачьи
    - Подсемейство: Малые кошки
      - Род: Гепарды

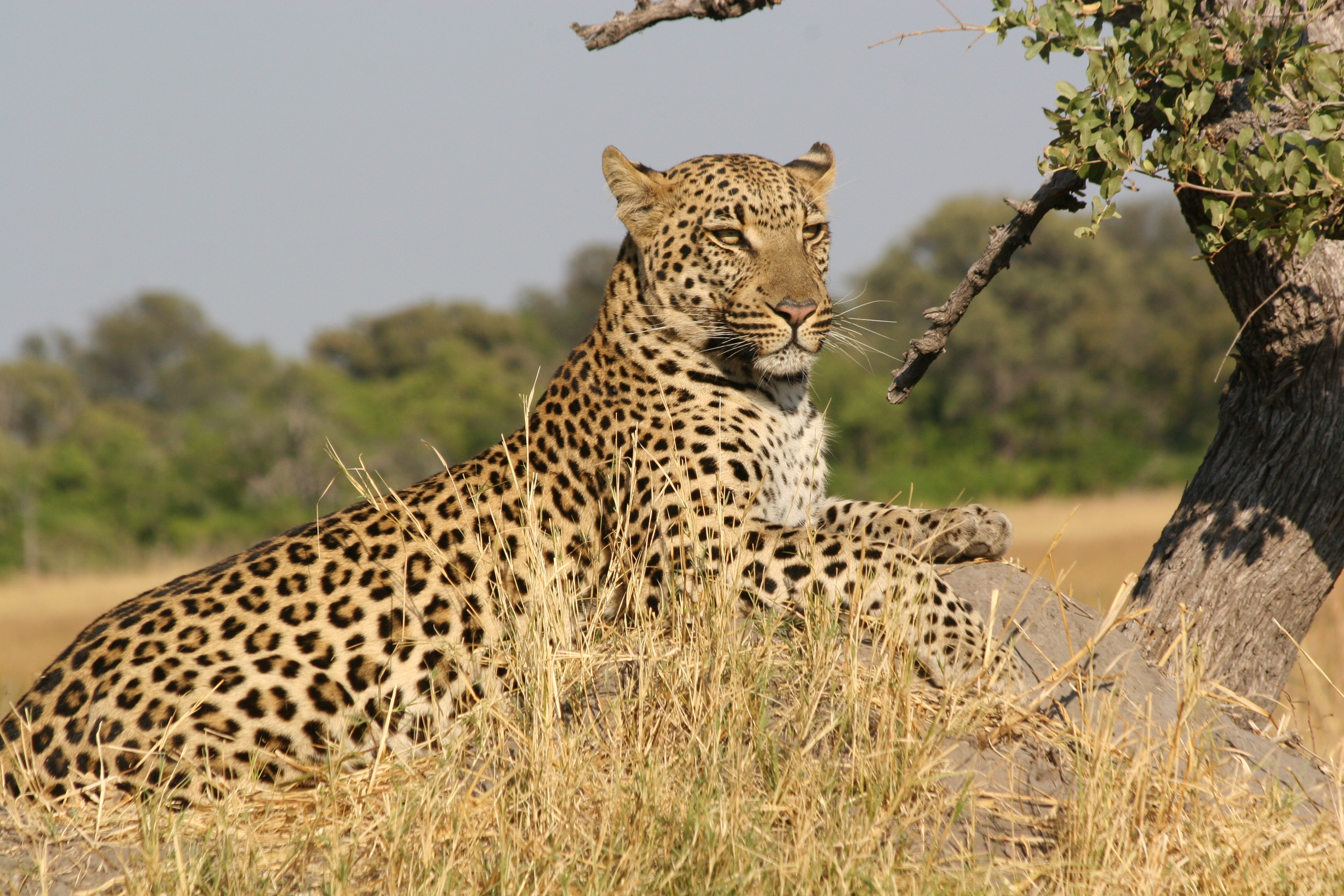
Африканский леопард

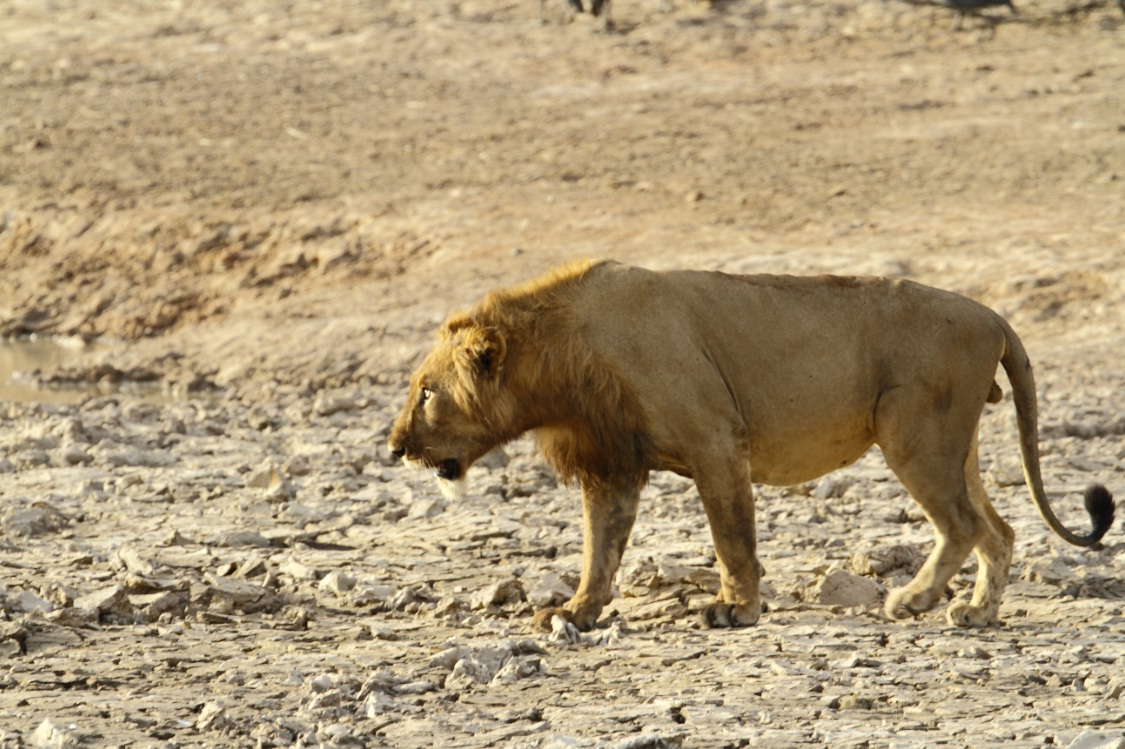
Сенегальский лев

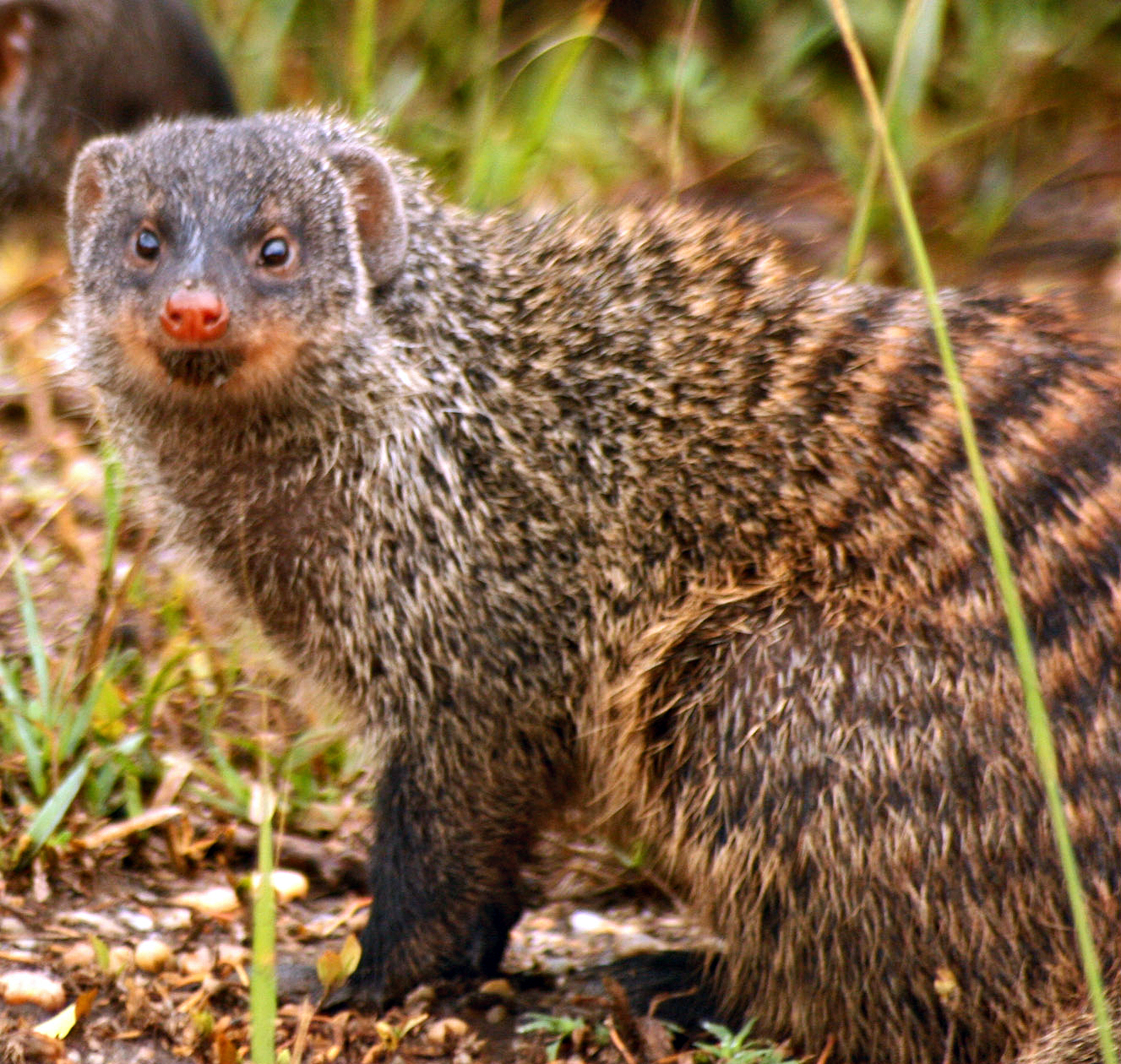
Полосатый мангуст

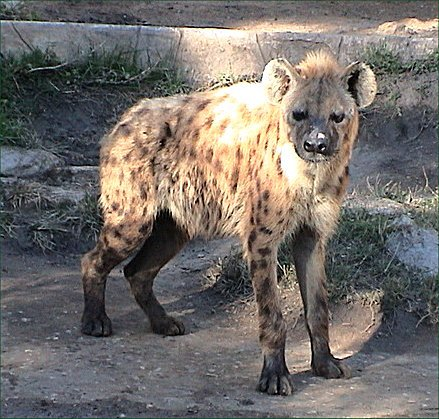
Пятнистая гиена

        - Северо-западный африканский гепард, Acinonyx jubatus hecki CR

      - Род: Каракалы
        - Каракал, Caracal caracal LC

      - Род: Кошки
        - Лесная кошка, Felis silvestris LC

      - Род: Сервалы
        - Сервал, Leptailurus serval LC

      - Род: Золотые кошки
        - Золотая кошка, Profelis aurata VU

    - Подсемейство: Большие кошки
      - Род: Пантеры
        - Сенегальский лев, Panthera leo senegalensis CR
        - Африканский леопард, Panthera pardus pardus NT

  - Семейство: Виверровые
    - Подсемейство: Viverrinae
      - Род: Африканские циветты
        - Африканская цивета, Civettictis civetta LR/lc

      - Род: Генетты
        - Обыкновенная генетта, Genetta genetta LR/lc
        - Пятнистая генета, Genetta maculata LR/lc
        - Ложная генета, Genetta thierryi LR/lc

  - Семейство: Нандиниевые
    - Род: Пальмовые циветы
      - Пальмовая цивета, Nandinia binotata LR/lc

  - Семейство: Мангустовые
    - Род: Водяные мангусты
      - Водяной мангуст, Atilax paludinosus LR/lc

    - Род: Африканские мангусты
      - Стройный мангуст, Galerella sanguinea LR/lc

    - Род: Мангусты
      - Египетский мангуст, Herpestes ichneumon LR/lc

    - Род: Белохвостые мангусты
      - Белохвостый мангуст, Ichneumia albicauda LR/lc

    - Род: Полосатые мангусты
      - Гамбийский мангуст, Mungos gambianus DD
      - Полосатый мангуст, Mungos mungo LR/lc

  - Семейство: Гиены
    - Род: Пятнистые гиены
      - Пятнистая гиена, Crocuta crocuta LR/cd

    - Род: Hyaena
      - Полосатая гиена, Hyaena hyaena LR/nt
- Подотряд: Собакообразные
  - Семейство: Псовые
    - Род: Лисицы
      - Африканская лисица, Vulpes pallida DD

    - Род: Волки
      - Полосатый шакал, Canis adustus LC
      - Сенегальский волк, Canis anthus anthus NT
      - Египетский волк, Canis anthus lupaster NT

    - Род: Гиеновидные собаки
      - Западноафриканская гиеновидная собака, Lycaon pictus manguensis CR

  - Семейство: Куньи
    - Род: Африканские хорьки
      - Африканский хорёк, Ictonyx striatus LR/lc

    - Род: Mellivora
      - Медоед, Mellivora capensis LR/lc

    - Род: Бескоготные выдры
      - Капская бескоготная выдра, Aonyx capensis LC

#### Отряд:Китопарнокопытные
- Подотряд: Свинообразные
  - Семейство: Свиньи
    - Подсемейство: Phacochoerinae
      - Род: Бородавочники

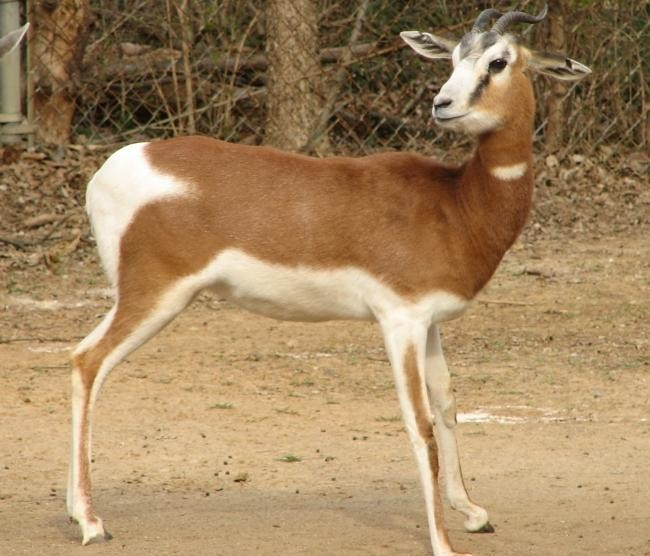
Газель-дама

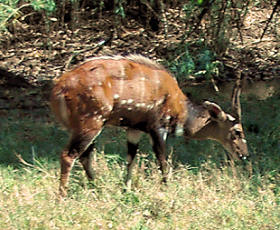
Бушбок

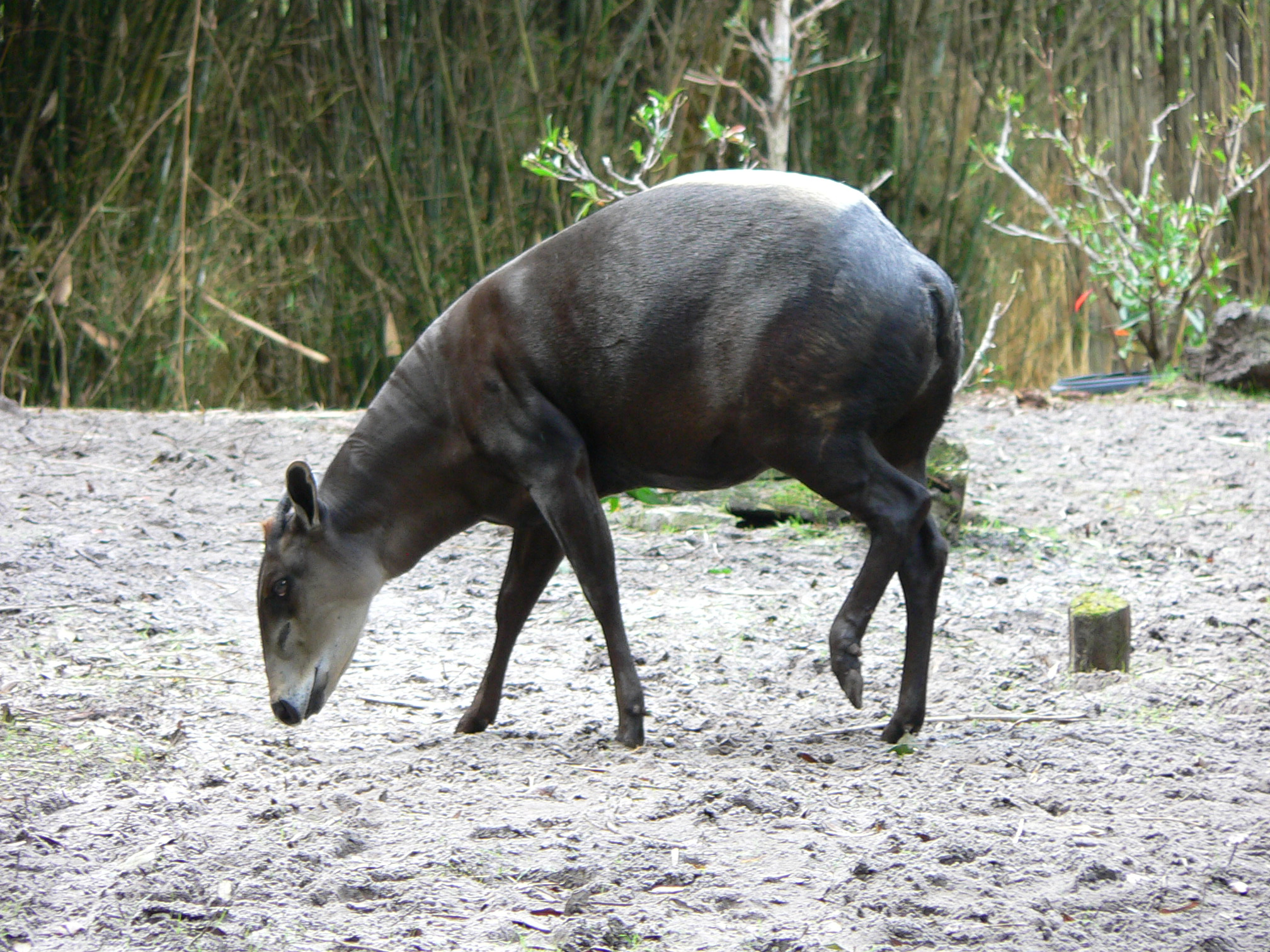
Желтоспинный дукер

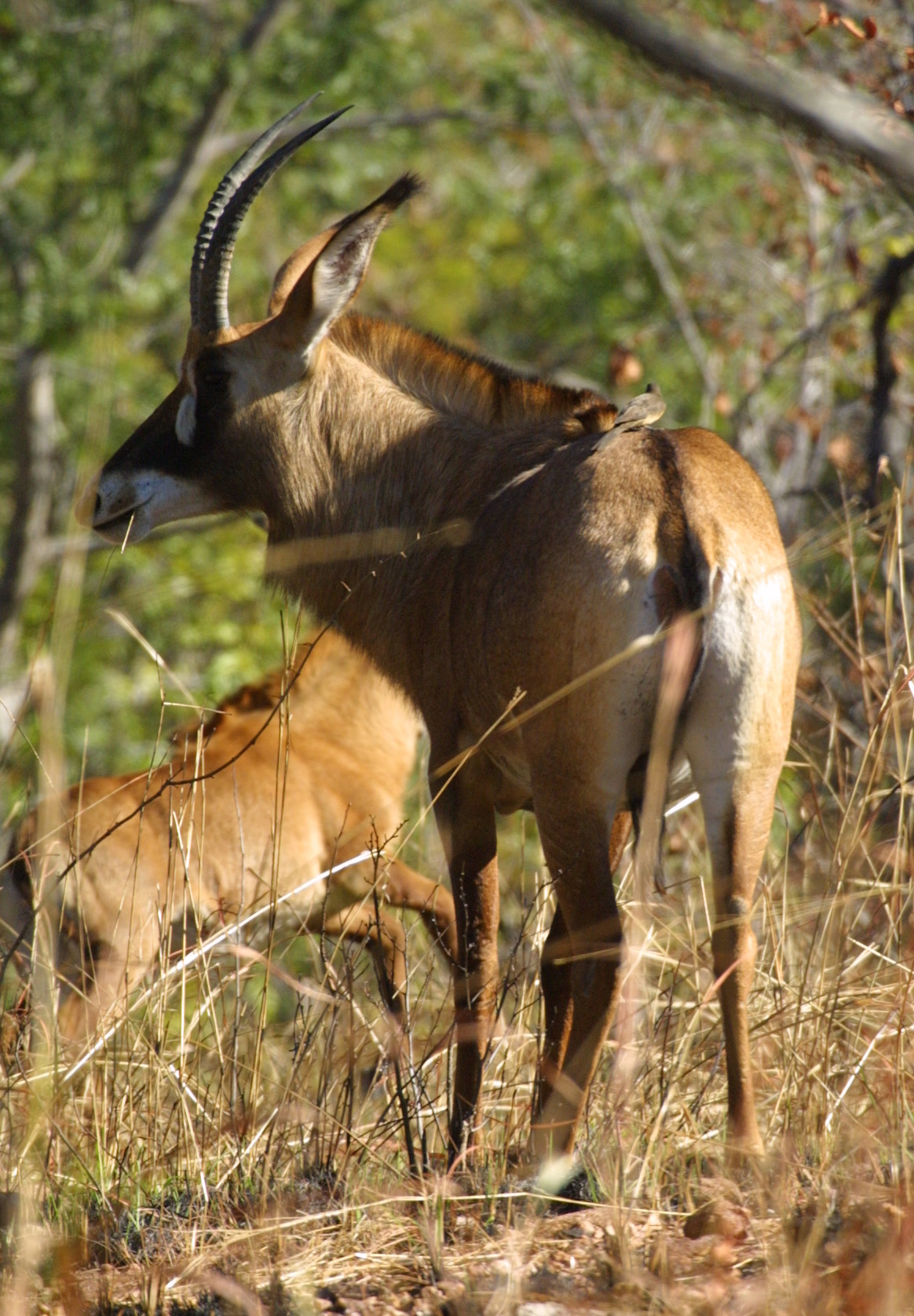
Лошадиная антилопа

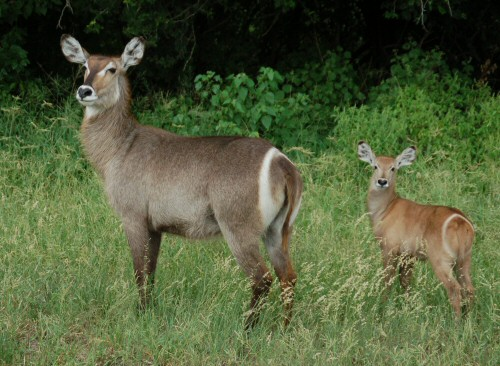
Обыкновенный водяной козёл

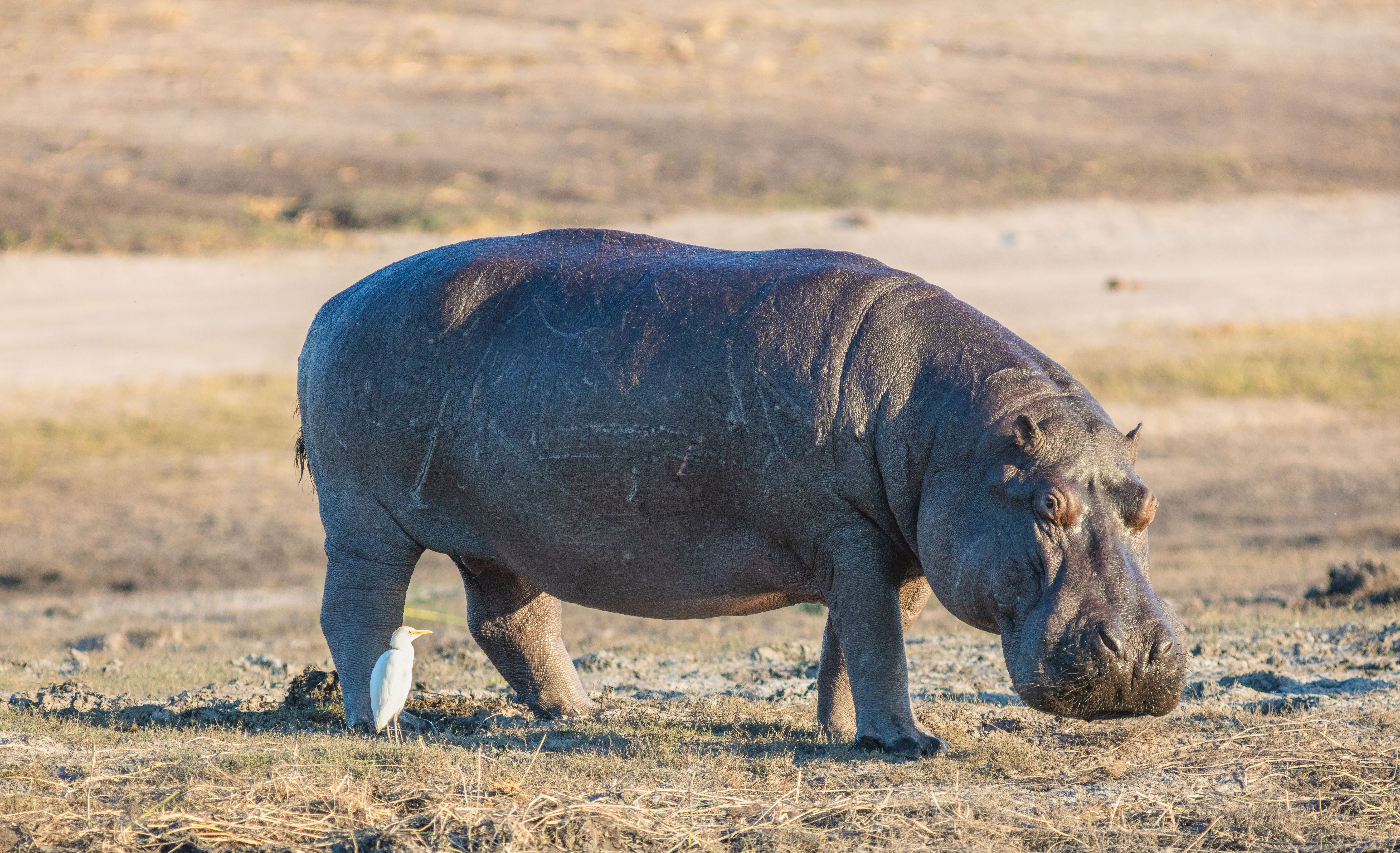
Бегемот

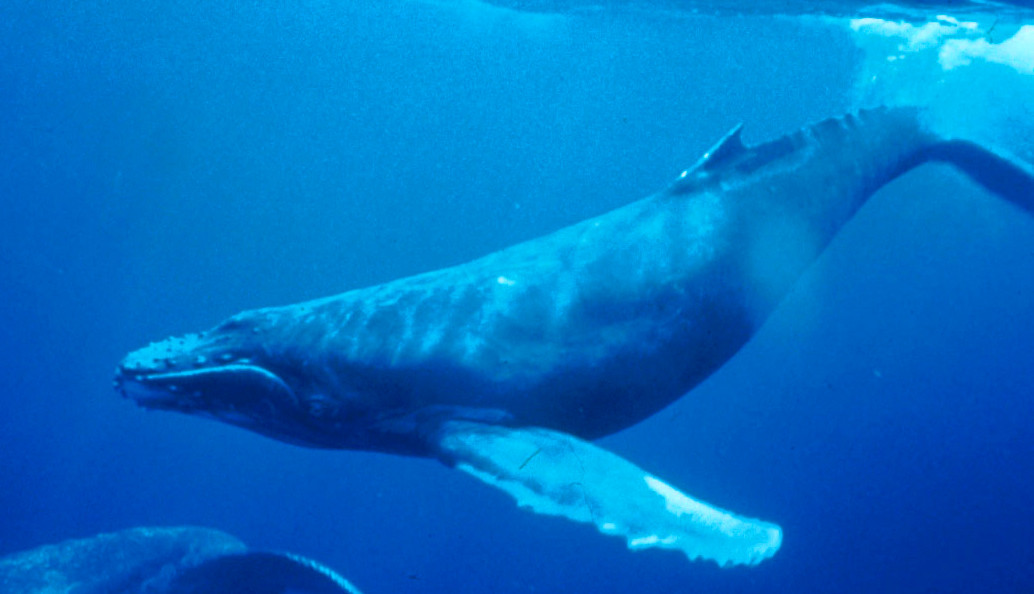
Горбатый кит

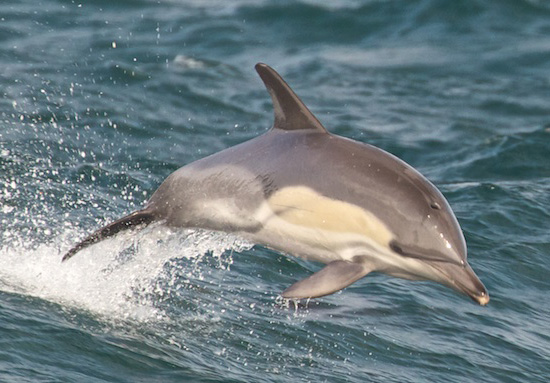
Дельфин-белобочка

        - Бородавочник, Phacochoerus africanus LR/lc

    - Подсемейство: Suinae
      - Род: Кистеухие свиньи
        - Кистеухая свинья, Potamochoerus porcus LR/lc
- Подотряд: Жвачные
  - Семейство: Оленьковые
    - Род: Водяные оленьки
      - Водяной оленёк, Hyemoschus aquaticus DD

  - Семейство: Жирафовые
    - Род: Жирафы
      - Западноафриканский жираф, Giraffa camelopardalis peralta EN

  - Семейство: Полорогие
    - Подсемейство: Бубалы
      - Род: Конгони
        - Хартбист, Alcelaphus buselaphus LR/cd

      - Род: Лиророгие бубалы
        - Топи Damaliscus lunatus LR/cd

    - Подсемейство: Настоящие антилопы
      - Род: Газели
        - Газель-дама, Gazella dama CR
        - Газель-доркас, Gazella dorcas VU
        - Краснолобая газель, Gazella rufifrons VU

      - Род: Ориби
        - Ориби, Ourebia ourebi LR/cd

    - Подсемейство: Бычьи
      - Род: Африканские буйволы
        - Африканский буйвол, Syncerus caffer LR/cd

      - Род: Лесные антилопы
        - Бушбок, Tragelaphus scriptus LR/lc
        - Ситатунга, Tragelaphus spekii LR/nt

      - Род: Канны
        - Западная канна, Taurotragus derbianus LR/nt

    - Подсемейство: Дукеры
      - Род: Лесные дукеры
        - Рыжебокий дукер, Cephalophus rufilatus LR/cd
        - Желтоспинный дукер, Cephalophus silvicultor LR/nt

      - Род: Philantomba
        - Дукер Максвелла, Philantomba maxwellii LR/nt

      - Род: Sylvicapra
        - Кустарниковый дукер, Sylvicapra grimmia LR/lc

    - Подсемейство: Саблерогие антилопы
      - Род: Лошадиные антилопы
        - Лошадиная антилопа, Hippotragus equinus LR/cd

      - Род: Ориксы
        - Сахарский орикс, Oryx dammah EW

    - Подсемейство: Водяные козлы
      -         - Род: Водяные козлы
          - Обыкновенный водяной козёл, Kobus ellipsiprymnus LR/cd
          - Коб, Kobus kob LR/cd

      - Род: Редунки
        - Обыкновенный редунка, Redunca redunca LR/cd
- Подотряд: Whippomorpha / Cetancodonta
  - Семейство: Бегемотовые
    - Род: Бегемоты
      - Обыкновенный бегемот, Hippopotamus amphibius VU

  - Инфраотряд: Китообразные
    - Парвотряд: Усатые киты
      - Семейство: Полосатиковые
        - Подсемейство: Balaenopterinae
          - Род: Полосатики
            - Северный малый полосатик, Balaenoptera acutorostrata VU
            - Сейвал, Balaenoptera borealis EN
            - Полосатик Брайда, Balaenoptera brydei EN
            - Синий кит, Balaenoptera musculus EN
            - Финвал, Balaenoptera physalus EN

        - Подсемейство: Megapterinae
          - Род: Горбатые киты
            - Горбатый кит, Megaptera novaeangliae VU

      - Семейство: Серые киты
        - Род: Eschrichtius
          - Атлантический Серый кит, Eschrichtius robustus EX

      - Семейство: Гладкие киты
        - Род: Южные киты
          - Северный гладкий кит, Eubalaena glacialis CR[2]

    - Парвотряд: Зубатые киты
      - Семейство: Кашалотовые
        - Род: Кашалоты
          - Кашалот, Physeter macrocephalus VU

      - Семейство: Карликовые кашалоты
        - Род: Карликовые кашалоты
          - Карликовый кашалот, Kogia breviceps DD
          - Малый карликовый кашалот, Kogia sima DD

      - Семейство: Клюворыловые
        - Род: Ремнезубы
          - Тупорылый ремнезуб, Mesoplodon densirostris DD
          - Антильский ремнезуб, Mesoplodon europaeus DD

        - Род: Клюворылы
          - Клюворыл, Ziphius cavirostris DD

      - Семейство: Морские свиньи
        - Род: Морские свиньи
          - Обыкновенная морская свинья, Phocoena phocoena VU

      - Семейство: Дельфиновые
        - Род: Косатки
          - Косатка Orcinus orca DD

        - Род: Карликовые косатки
          - Карликовая косатка, Feresa attenuata DD

        - Род: Малые косатки
          - Малая косатка, Pseudorca crassidens DD

        - Род: Дельфины-белобочки
          - Белобочка, Delphinus delphis LR/cd

        - Род: Продельфины
          - Узкорылый продельфин, Stenella attenuata LR/cd
          - Короткорылый продельфин, Stenella clymene DD
          - Полосатый продельфин, Stenella coeruleoalba DD
          - Большелобый продельфин, Stenella frontalis DD
          - Длиннорылый продельфин, Stenella longirostris LR/cd

        - Род: Крупнозубые дельфины
          - Крупнозубый дельфин, Steno bredanensis DD

        - Род: Афалины
          - Афалина, Tursiops truncatus LC

        - Род: Гринды
          - Короткоплавниковая гринда, Globicephala macrorhynchus DD

        - Род: Серые дельфины
          - Серый дельфин, Grampus griseus DD

        - Род: Бесклювые дельфины
          - Широкомордый дельфин, Peponocephala electra DD